# Herne Pêş
Herne Pêş (kurd: Endavant) és un himne kurd amb lletra del poema de Mele Ehmedê Namî Neşîd û Gaziya Keçan. És una cançó "alegal" en molts llocs de Turquia.

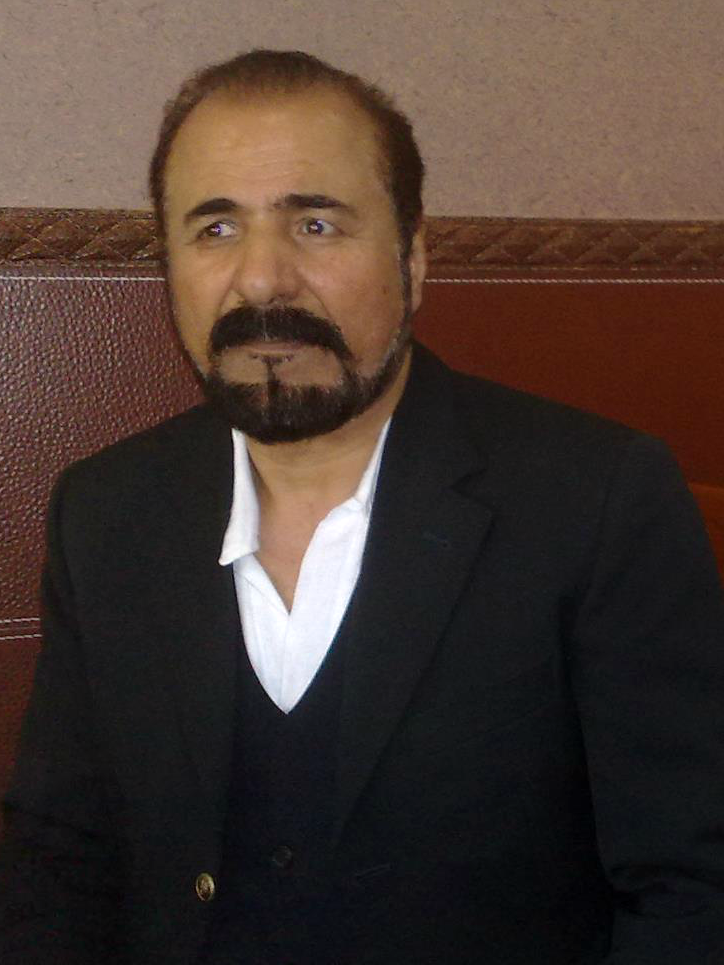
Şivan Perwer.

La cançó va ser popularitzada per Şivan Perwer a partir de 1977 quan la va incloure en un àlbum que duia el mateix nom.
Al camp de l'Amed SFK de Diyarbakır, abans dels partits, s'interpreta aquest himne instrumentalment després de l'himne nacional. També es va cantar durant un temps a les grades del Bucaspor amb lletres diferents a l'original. El fet que la cançó no estigui ben vista a Turquia ha dut a diversos incidents, com el que es va produir en una mesquita de Geylani el 2010, quan pels altaveus del centre religiós va sonar la versió de Şivan Perwer de manera espontània.
L'any 2011, l'estudiant que en va citar la lletra en una concentració va ser jutjat sota l'acusació de "propaganda per a una organització terrorista". També el cantant Hozan Brader va ser detingut després de cantar-la a l'obertura del 4t Festival de Cultura i Art de Diyarbakir.
Després que el Partit Democràtic del Poble (HDP) utilitzés l'himne amb l'adaptació del grup Bandista a les eleccions de 2015, diversos mitjans de comunicació van acusar l'HDP de demanar vots amb un himne del PKK. L'HDP van declarar que no hi havia cap decisió judicial sobre la cançó original i "Encara que la demanda contra l'original de la cançó hagués acabat amb una condemna, aquesta acusació seria igualment inadmissible, ja que la querella en qüestió tractava de paraules, no de música, i la lletra de Bandista no tenia res a veure amb l'original".
La cançó ha estat versionada pels grups Grup Yorum, Bandista, Agirê Jiyan, Koma Berxwedan i Pınar Aydınlar. L'Orquestra de Zuric també va interpretar la peça en un concert a Diyarbakır.